# Ivan Pavlovitch Sereda
 (août 2022).
 (juin 2023).
La mise en forme du texte ne suit pas les recommandations de Wikipédia : il faut le « wikifier ».
Les points d'amélioration suivants sont les cas les plus fréquents. Le détail des points à revoir est peut-être précisé sur la page de discussion.
- Les titres sont pré-formatés par le logiciel. Ils ne sont ni en capitales, ni en gras.
- Le texte ne doit pas être écrit en capitales (les noms de famille non plus), ni en gras, ni en italique, ni en « petit »…
- Le gras n'est utilisé que pour surligner le titre de l'article dans l'introduction, une seule fois.
- L'italique est rarement utilisé : mots en langue étrangère, titres d'œuvres, noms de bateaux, etc.
- Les citations ne sont pas en italique mais en corps de texte normal. Elles sont entourées par des guillemets français : « et ».
- Les listes à puces sont à éviter, des paragraphes rédigés étant largement préférés. Les tableaux sont à réserver à la présentation de données structurées (résultats, etc.).
- Les appels de note de bas de page (petits chiffres en exposant, introduits par l'outil «  Source ») sont à placer entre la fin de phrase et le point final[comme ça].
- Les liens internes (vers d'autres articles de Wikipédia) sont à choisir avec parcimonie. Créez des liens vers des articles approfondissant le sujet. Les termes génériques sans rapport avec le sujet sont à éviter, ainsi que les répétitions de liens vers un même terme.
- Les liens externes sont à placer uniquement dans une section « Liens externes », à la fin de l'article. Ces liens sont à choisir avec parcimonie suivant les règles définies. Si un lien sert de source à l'article, son insertion dans le texte est à faire par les notes de bas de page.
- La présentation des références doit suivre les conventions bibliographiques. Il est recommandé d'utiliser les modèles {{Ouvrage}}, {{Chapitre}}, {{Article}}, {{Lien web}} et/ou {{Bibliographie}}. Le mode d'édition visuel peut mettre en forme automatiquement les références.
- Insérer une infobox (cadre d'informations à droite) n'est pas obligatoire pour parachever la mise en page.

Pour une aide détaillée, merci de consulter Aide:Wikification.
Si vous pensez que ces points ont été résolus, vous pouvez retirer ce bandeau et améliorer la mise en forme d'un autre article.
Pour les articles homonymes, voir Sereda.
Ivan Pavlovitch Sereda (1919-1950) est un officier soviétique, participant à la Grande Guerre patriotique, héros de l'Union soviétique (1941). Il  termine la guerre comme lieutenant supérieur des gardes de l'Armée rouge ouvrière et paysanne.
En août 1941, le cuisinier du 91e régiment de chars de la 46e division de chars du 21e corps mécanisé de l'Armée rouge s'est distingué dans la région de Daugavpils (aujourd'hui Lettonie). Armé seulement d'un fusil et d'une hache, il parvient à désarmer un char allemand qui s'est dirigé vers la cuisine de campagne soviétique où il se trouvait et a capturé quatre membres d'équipage du char.
Après avoir été transféré dans la réserve en 1945, il a vécu dans le village d'Aleksandrovka, dans la région de Donetsk, et a travaillé comme président du conseil du village.

## Biographie
Il est né le 1er juillet 1919 dans le village d'Aleksandrovka, aujourd'hui partie de la ville de Kramatorsk en Ukraine, dans une famille paysanne. Sa famille déménage au village de Galitsinovka, district de Maryinsky, région de Donetsk. Il est diplômé de l'école alimentaire de Donetsk.
En novembre 1939, Ivan Sereda est enrôlé dans les rangs de l'Armée rouge (Snezhnyansky RVC de la région stalinienne de la RSS d'Ukraine). Il a servi comme cuisinier dans le 91e régiment de chars de la 46e division de chars du 21e corps mécanisé. Soldat de l'Armée rouge, Sereda se trouve sur les fronts de la Grande Guerre patriotique depuis juin 1941.
En 1941, le corps de chars de Manstein a effectué un raid, couvrant 300 km en quatre jours. Les Allemands prennent Daugavpils (Dvinsk) le 26 juin. En août 1941, près de la ville de Daugavpils ( Lettonie ), Sereda préparait le dîner pour ses compatriotes de l'armée. À ce moment, il a vu un char allemand se diriger vers la cuisine de campagne ou il se trouvait. Armé uniquement d'un fusil et d'une hache, Ivan Sereda s'est mis à couvert derrière la cuisine, et le char, après s'être dirigé vers la cuisine, s'est arrêté et l'équipage a commencé à en sortir.
À ce moment, Sereda a sauté d'en arrière de la cuisine et s'est précipité vers le char. L'équipage s'est immédiatement caché dans le char et Sereda a sauté sur le blindage. Lorsque les Allemands ont ouvert le feu avec la mitrailleuse du char, Sereda a plié son canon à coups de hache, puis a recouvert les fentes d'observation du char avec un morceau de bâche. Puis il a commencé à frapper sur le blindage avec la crosse de la hache, tout en criant des ordres aux soldats de l'Armée rouge (qui n'étaient en fait pas là) de lancer des grenades sur le char. L'équipage du char s'est rendu et Sereda, sous la menace d'une arme, les a forcés à se lier les mains. Lorsque les combattants de l'unité de tir soviétique sont arrivés, ils ont vu un char et quatre soldats allemands amarrés . Selon le commandant du 21e corps mécanisé, le général de division D. RÉ. Lelyushenko, "par son acte courageux, il a montré un exemple exceptionnel d'héroïsme".
Durant la guerre, Sereda s'est distingué dans la reconnaissance derrière les lignes ennemies. Par exemple, lors d'un autre épisode héroïque, des soldats allemands ont découvert des observateurs soviétiques et ont tenté de les capturer, il a rampé jusqu'à un char allemand et l'a fait exploser avec un tas de grenades. Il monte ensuite dans le char, prend la place du mitrailleur tué et met fin à vingt allemands avec un tir bien ciblé. Le groupe de reconnaissance a combattu les soldats allemands pressants et est revenu à leur unité avec des trophées et trois prisonniers.

En juillet et août 1941, il est blessé (la deuxième fois - grièvement) .
Selon un décret du Présidium du Soviet suprême de l'URSS: "Sur l'attribution du titre de héros de l'Union soviétique au soldat de l'Armée rouge I. P. Sereda du 31 août 1941, pour "l'exécution exemplaire des missions de combat du commandement sur le front de la lutte contre le fascisme allemand et le courage et l'héroïsme démontrés en même temps", il a reçu le titre de Héros de l'Union soviétique avec le prix de l'Ordre de Lénine et la Médaille de l'Étoile d'Or (no 507).
Ce prix a été solennellement présenté en octobre 1941 sur le front du nord-ouest. Selon les mémoires de son camarade V. Bezvitelnov, sa hache a été conservée dans l'unité comme une relique militaire. L'exploit d'Ivan Sereda a été largement popularisé pendant les années de guerre et s'est reflété sur les affiches de propagande soviétiques. Par la suite, beaucoup ont commencé à croire que le "cuisinier Sereda" était un mythe, mais la réalité d'Ivan Sereda et de son exploit est documentée .
Du 10 octobre au 23 novembre 1941, Sereda commande un peloton du 4e régiment d'infanterie de la 46e division d'infanterie de la 1re armée de choc, participe à la défense de Leningrad. Puis, du 27 novembre au 5 janvier 1942, il prend part à la bataille de Moscou, commande une compagnie du 7e régiment d'infanterie de la 185e division d'infanterie de la 30e armée.
En février 1942, il est grièvement blessé  . En 1942, Sereda est diplômé de cours de formation avancée pour le personnel de commandement et, en 1944, de l'école de cavalerie Novotcherkassk . Le lieutenant principal des gardes I.P. Sereda a servi comme chef adjoint de la nourriture et des indemnités économiques du 8e régiment de cavalerie de la garde de la 2e division de cavalerie de la garde.
Dans la période du 14 avril au 3 mai 1945, malgré la séparation des cavaliers des bases d'approvisionnement et la complexité de la situation de combat, il a fourni de manière fiable son personnel en nourriture et en munitions. Cela a permis au régiment de combattre avec succès, ce qui a été noté par le commandant du régiment : 21 mai 1945 I. P Sereda a reçu l'Ordre du diplôme de la Seconde Guerre patriotique.
En 1945, avec le grade de lieutenant principal, il est transféré dans la réserve. Il a travaillé comme président du conseil de village dans le village d'Aleksandrovka, région de Donetsk.
Il est décédé le 18 novembre 1950.

## Récompenses et titres
Récompenses et titres d'État soviétiques :
- Héros de l'Union soviétique (31 août 1941, médaille d'étoile d'or no 507) [3] ;
- Ordre de Lénine (31 août 1941);
- Ordre du diplôme de la Seconde Guerre patriotique (21 mai 1945) [2] ;
- médailles dont :
  - médaille "Pour la défense de Leningrad" (1er septembre 1945) [11] ;
  - médaille "Pour la défense de Moscou" (1er septembre 1945) [12].

- Dans la ville de Daugavpils, des rues ont été nommées d'après Ivan Sereda et une plaque commémorative a été érigée [5] (mais après l'effondrement de l'URSS, la rue a été renommée et la plaque a été retirée) [4] .
- Une rue du village de Galitsinovka, district de Maryinsky, région de Donetsk, a été nommée d'après Ivan Sereda, où un obélisque lui a été érigé [5] .
- En 2020, le studio de cinéma Artel Film Production a tourné le court-métrage "The Cook", consacré à l'exploit d'Ivan Sereda.

## Littérature
- [www.az-libr.ru/index.htm?Persons&000/Src/0009/bbf87ad7 Sereda Ivan Pavlovitch] // Герои Советского Союза: Краткий биографический словарь / Précédent éd. collège I. N. Shkadov . - M. : Maison d'édition militaire, 1988. -T. 2 / Amour - Yachtchouk /. — 863 Avec. — 100 000 exemplaires. —  (ISBN 5-203-00536-2) .
- Кавалеры Золотой Звезды: очерки о Героях Советского Союза / auth.-stat. A. A. Trokaev . - Donetsk : Donbass, 1976. - DE. 377-378. — 478 Avec.
- Трокаев А. А. Héros des années ardentes: essais sur les héros de l'Union soviétique - natifs de la région de Donetsk / [introduction. article de K. S. Moskalenko ]. - Donetsk : Donbass, 1985. - DE. 460-463. — 575 Avec. - (Héros de l'Union soviétique).
- Семёнов Н. С. Le temps n'a pas de pouvoir. —M. : DOSAAF, 1988. - DE. 24-27. — 416 Avec.
- Бортаковский Т. В. Reste en vie! Pages inconnues de la Grande Guerre Patriotique. —M. : Veche, 2015. —  (ISBN 978-5-4444-3590-8) .
- Андрей Сидорчик. "Dessert" d'une hache. Comment la cuisinière Sereda a capturé un char allemand : [ arch. 5 novembre 2019 ] // Arguments et faits. — 2014. — 2 octobre.

## Liens
- Oufarkine N. V Ivan Pavlovich Sereda (russe). Site "Héros du pays".
- (ru) В. Безвительнов, « Comment le chef Ivan Sereda a capturé un char allemand » [archive du 4 juillet 2015], Амурская правда,‎ 7 avril 2005 (consulté le 26 avril 2019)